# Limapuluh Kota
Limapuluh Kota (ook wel Lima Puluh Kota, 50 Kota, Minangkabaus: Limopuluah Koto; "Vijftig Steden") is een regentschap in de provincie West-Sumatra, Indonesië. Het regentschap heeft een oppervlakte van 3354 km² en heeft 322.271 inwoners. De hoofdstad van het regentschap is de stad (kota otonom) Payakumbuh.
Limapuluh Kota grenst in het noorden en oosten aan de regentschappen Kampar en Rokan Hulu (beide in de provincie Riau), in het zuiden aan het regentschap Tanah Datar en in het westen aan de regentschappen Pasaman en Agam.
Het regentschap is onderverdeeld in 13 onderdistricten (kecamatan):
- Akabiluru
- Bukik Barisan
- Guguk
- Gunuang Omeh
- Harau
- Kapur IX
- Luak
- Lareh Sago Halaban
- Mungka
- Pangkalan Koto Baru
- Payakumbuh
- Suliki Gunung Mas
- Situjuah Limo Nagari

In het regentschap bevinden zich enkele toeristische plaatsen, waaronder de Haraukloof (Lembah Harau), die 15 km van Payakumbuh ligt. Er zijn verder grotten (bijvoorbeeld Ngalau Sitanang) en watervallen (zoals de Sarasah Tanggo en Sialang Indah) te bezichtigen.